# Shangyi (sockenhuvudort i Kina, Jiangxi Sheng, lat 26,60, long 115,12)
Shangyi är en sockenhuvudort i Kina. Den ligger i provinsen Jiangxi, i den sydöstra delen av landet, omkring 240 kilometer söder om provinshuvudstaden Nanchang. Antalet invånare är 8 112. Befolkningen består av 3 920 kvinnor och 4 192 män. Barn under 15 år utgör 21,0 %, vuxna 15-64 år 69 %, och äldre över 65 år 9,0 %.
Runt Shangyi är det ganska tätbefolkat, med 192 invånare per kvadratkilometer. Närmaste större samhälle är Guanxi, 17,2 km norr om Shangyi. I omgivningarna runt Shangyi växer i huvudsak blandskog.
Genomsnittlig årsnederbörd är 1 988 millimeter. Den regnigaste månaden är maj, med i genomsnitt 312 mm nederbörd, och den torraste är oktober, med 25 mm nederbörd.